# Plocepasser
Plocepasser – rodzaj ptaków z podrodziny dziergaczy (Plocepasserinae) w rodzinie wikłaczowatych (Ploceidae).

## Występowanie
Rodzaj obejmuje gatunki występujące w Afryce Subsaharyjskiej.

## Morfologia
Długość ciała 17–18 cm, masa ciała 30–59 g.

## Systematyka

### Etymologia
- Plocepasser: rodzaj Ploceus Cuvier, 1816, wikłacz; rodzaj Passer Brisson, 1760, wróbel[7].
- Agrophilus: gr. αγρος agros – „pole, wieś”; φιλος philos – „miłośnik”[8]. Gatunek typowy: Ploceus superciliosus Cretzschmar, 1827.
- Fullerellus: zdrobnienie nazwiska Arthura Bennetta Fullera (1893–1976), amerykańskiego zoologa, kolekcjonera z Kenii z 1930 roku, kustosza Muzeum Historii Naturalnej w Cleveland w latach 1931–1945[9]. Gatunek typowy: Plocepasser donaldsoni Sharpe, 1895.

### Podział systematyczny
Do rodzaju należą następujące gatunki:
- Plocepasser mahali A. Smith, 1836 – dziergacz białobrewy
- Plocepasser superciliosus (Cretzschmar, 1827) – dziergacz wąsaty
- Plocepasser donaldsoni Sharpe, 1895 – dziergacz łuskowany
- Plocepasser rufoscapulatus Büttikofer, 1888 – dziergacz kasztanowaty